# Kiki Mordi
Kiki Mordi, de son vrai nom Nkiru Mordi, née le 12 août 1991 à Port Harcourt, est une journaliste d'investigation, animatrice de radio et documentariste nigériane. Elle abandonne ses études à la suite de harcèlements de la part d'un de ses professeurs à l'université du Nigeria à Nsukka ce qui la conduit à tourner le documentaire Sex for Grades avec la BBC Africa Eye. Le documentaire révèle la gravité du harcèlement sexuel parmi les professeurs nigérians et ghanéens. En 2016, elle remporte le prix de la meilleure présentatrice de programmes de radio aux Nigerian Broadcasters Merit Awards.

## Carrière
Kiki Mordi est une journaliste d'investigation et une personnalité médiatique nigériane, officiant notamment à la radio,. Elle est connue pour le documentaire Sex for Grades du programme BBC Africa Eye qui a permis de donner la parole aux victimes d'agressions sexuelles dans les établissements d'enseignement supérieur au Nigeria et au Ghana,. En 2017, Mordi lance une pétition en ligne pour mettre fin à l'extorsion et à l'exploitation des jeunes par les policiers nigérians. Elle lance cette pétition après son calvaire avec des policiers nigérians qui ont envahi son domicile, l'ont arrêtée ainsi que son petit ami et les ont accusés d'être des membres d'une secte et d'entraver la justice. En octobre 2019, Kiki Mordi et son équipe de la BBC Africa Eye diffusent le documentaire de 13 minutes Sex for Grades.
Elle produit également un film documentaire Life at the Bay à Lagos, au Nigeria. Le film raconte l'histoire des habitants de Tarkwa Bay et la survie et les luttes de leurs femmes,. Le film est sélectionné par le Real Time International Film Festival et est présenté au Festival international du film africain 2019? En 2020, Avance Media la cite parmi les jeunes Africains les plus influents aux côtés d'Alex Iwobi, Adekunle Gold, Falz et Adetola Nola entre autres.

## DocumentaireSex for Grades
Le 7 octobre 2019, Mordi et son équipe de BBC Africa Eye diffusent un documentaire de 13 minutes exposant le harcèlement sexuel d'étudiants par des professeurs de l'université de Lagos et de l'université du Ghana. Le Dr Boniface Igbeneghu de l'université de Lagos, le Dr Ransford Gyampo et le Dr Paul Kwame Butakor de l'université du Ghana sont les professeurs impliqués dans une vidéo virale qui accompagnait l'exposé. Igbeneghu est maître de conférences à la faculté des arts de l'université de Lagos et pasteur de la Foursquare Gospel Church au Nigeria. Gyampo est professeur agrégé de sciences politiques à l'Université du Ghana et Butakor est chargé de cours au College of Education de l'Université du Ghana. Mordi, inflitrée en tant que demandeuse d'admission de 17 ans dans la vidéo, déclare qu'il lui avait fallu neuf mois, à elle et à son équipe, pour mener à bien l'enquête,. Après la diffusion, Gyampo menace de poursuivre la BBC. En raison du documentaire, l'université de Lagos suspend Igbeneghu et Foursquare Gospel Church lui demande de se retirer de la chaire,. Une "chambre froide" capturée dans la vidéo où des professeurs harcèlent sexuellement des étudiantes est fermée par l'Université de Lagos. Le musicien nigérian Adekunle Gold et sa femme Simi saluent Mordi pour son documentaire Sex for Grades,. Un ancien vice-président du Nigeria, Atiku Abubakar et un ancien président du Sénat du Nigeria, Bukola Saraki, appellent le gouvernement nigérian à prendre des mesures immédiates contre le harcèlement sexuel dans les universités nigérianes,. Dans une interview avec Sahara Reporters, Mordi révèle avoir reçu des menaces depuis la conclusion de l'enquête.
Le 8 octobre 2019, Mordi et son équipe de BBC Africa Eye diffusent un documentaire d'une heure complète, révélant encore plus de professeurs coupables de harcèlement sexuel d'étudiantes et conduisant à la suspension du Dr Samuel Oladipo, chargé de cours au Département d'économie de l'université de Lagos.
Le 9 octobre 2019, le Sénat nigérian répond à l'appel des Nigérians et réintroduit le projet de loi contre le harcèlement sexuel.
Le 9 juillet 2020, le Sénat nigérian adopte le projet de loi contre le harcèlement sexuel, proposant jusqu'à 14 ans de prison pour les contrevenants.

## Récompenses et nominations
| Année | Récompense                                            | Catégorie                                        | Résultat | Commentaires/Références                             |
| ----- | ----------------------------------------------------- | ------------------------------------------------ | -------- | --------------------------------------------------- |
| 2020  | MTV Europe Music Awards                               | Generation Change Award                          | Lauréate | [ 31 ]                                              |
| 2020  | International Emmy Awards Current Affairs & News (en) | Current Affairs                                  | Nommée   | Pour le documentaire BBC Africa Eye: Sex for Grades |
| 2019  | People Journalism Prize for Africa (en)               | Journaliste africaine de l'année                 | Lauréate | [ 33 ]                                              |
| 2019  | The Future Awards Africa (en)                         | Prix du journalisme                              | Nommée   | [ 34 ]                                              |
| 2016  | Scream All-Youth Awards                               | Personnalité radio de l'année (femme)            | Nommée   | Sur KU FM                                           |
| 2016  | Nigerian Broadcasters Merit Awards                    | Présentateur radio (Sud-Sud)                     | Lauréate | [ 5 ]                                               |
| 2015  | Nigerian Broadcasters Merit Awards                    | Jeune présentateur le plus prometteur (TV/Radio) | Nommée   |                                                     |